# Sakarias Ulriksson
Sakarias Ulriksson, född den 25 juli 2004, är en svensk innebandysspelare som spelar för Storvreta och svenska landslaget.
Ulriksson har med det svenska landslaget vunnit guld i World Games år 2025. 